# Tadaiķu pagasts
Tadaiķu pagasts er en territorial enhed i Durbes novads i Letland. Pagasten havde 987 indbyggere i 2010 og 866 indbyggere i 2016 og omfatter et areal på 77,60 kvadratkilometer. Hovedbyen i pagasten er Lieģi.